# 阿爾特德伯恩湖

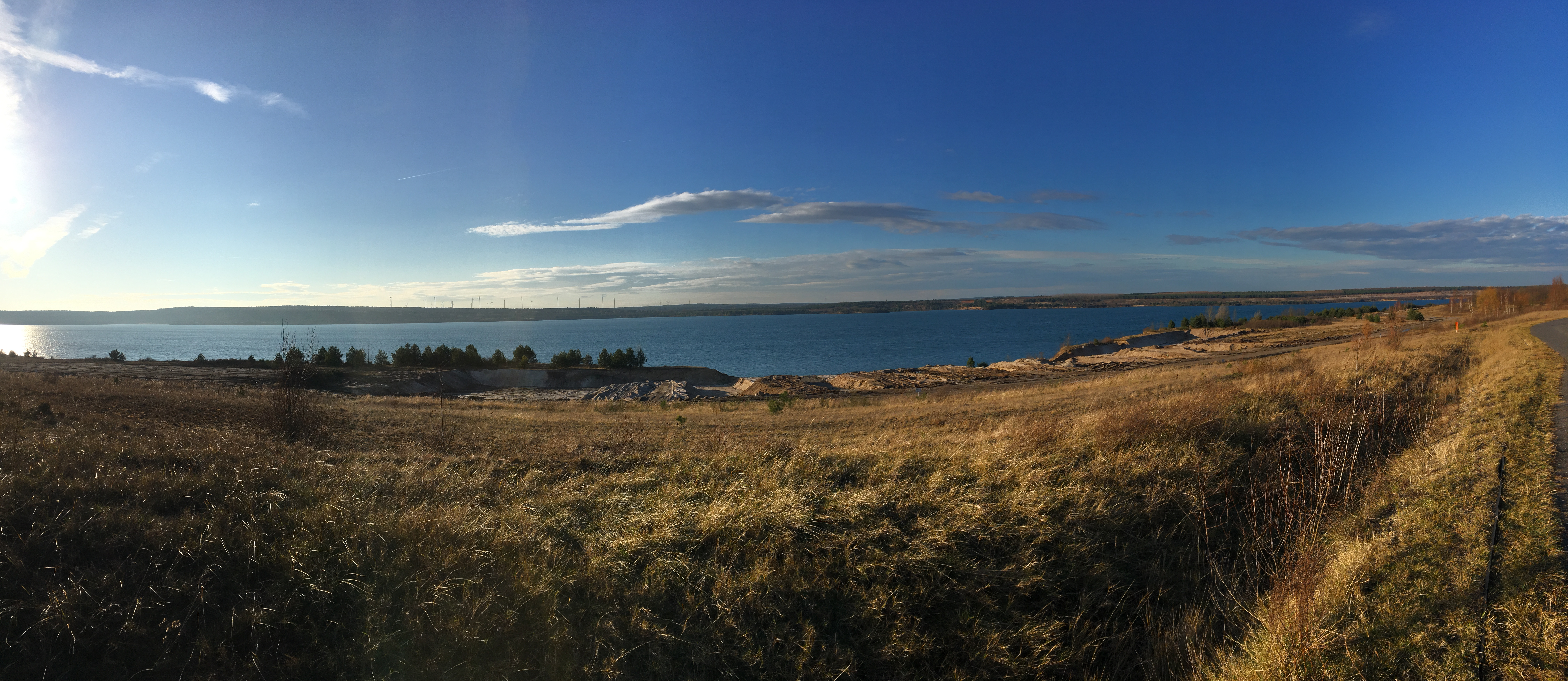

51°38′33″N 14°03′48″E / 51.642402°N 14.063470°E
阿爾特德伯恩湖（德語：Altdöberner See），是德國的湖泊，位於該國東北部，由勃蘭登堡州負責管轄，面積8.8平方公里，海拔高度82米，最大水深67米，湖岸線長度20公里。